# Phrynosoma cornutum
Pour les articles homonymes, voir Crapaud cornu.
Espèce
Synonymes
- Agama cornuta Harlan, 1824
- Phrynosoma bufonium Wiegmann, 1828
- Phrynosoma harlanii Wiegmann, 1834
- Phrynosoma planiceps Hallowell, 1852

Statut de conservation UICN

 LC  : Préoccupation mineure
Phrynosoma cornutum ou lézard cornu du Texas ou crapaud cornu est une espèce de sauriens de la famille des Phrynosomatidae.

## Répartition
Cette espèce se rencontre :
- au Canada en Colombie-Britannique ;
- aux États-Unis dans le sud-est de l'Arizona, dans le Texas, dans l'Oklahoma, dans le Nouveau-Mexique, dans le sud-est du Colorado, dans le Kansas, dans le nord-ouest de la Louisiane et en Caroline du Nord ;
- au Mexique dans le Sonora, dans le Chihuahua, dans le Durango, dans le Coahuila, dans le Nuevo León, dans le Tamaulipas et dans le San Luis Potosí.

Elle a été introduite en Floride aux États-Unis.

## Description
Le Crapaud cornu, aussi appelé du nom indigène de Tapaya n'a du crapaud que le nom. C'est une espèce de lézard qui ressemble un peu à l'iguane ; il a un corps aplati et couvert d'épines et vit avec d'autres espèces semblables dans les régions méridionales d'Amérique du Nord. On le trouve dans les déserts pierreux où il se nourrit de petits insectes et spécialement de fourmis. Il est extrêmement rapide et agile lorsqu'il se cache dans le sable.
Il mesure 12 centimètres de long.
Ce lézard, tout comme au moins trois autres espèces, peut projeter des jets de sang (autohémorrhée) à partir du coin de ses yeux, et parfois par la bouche, jusqu'à 1,5 mètre de distance. Ceci déroute non seulement les prédateurs potentiels tels que les loups, les coyotes et les chiens domestiques, mais de plus le sang est mélangé au venin des fourmis moissonneuses dont le lézard se nourrit.

## Publication originale
- Harlan, 1824 : Description of a new species of Agama. Journal of the Academy of Natural Sciences of Philadelphia, vol. 4, p. 296-305 (texte intégral).